# Еза
Еза је микробиолошки инструмент која служи за засејавање микроорганизама и припрему микроскопских препарата, у микробиолошким, научноистраживачким и другим лабораторијама.

## Опис инструмента
Инструмент се састоји од дршке (држача езе) и саме езе. Дршка или држач езе који је у облику оловке направљен је од изолатора топлоте, како се током жарења езе не би прекомерно загрејао и изазвао опекотине на руци лаборанта. Сама еза је од танке металне жице отпорне на деформацију након вишекратног жарења (стерилизацију ламеном). Постоје различити типови еза, које се међусобно разликују по облику врха жице. Најчешће су у употреби еза са омчом, која служи за узорковање и засејавање микроорганизама лаганим потезом по плочастој хранљивој подлози (прављењем размаза у више праваца), итд. Поред езе са омчом постоји и игличаста еза која служи за засејавање убодом у дубоке подлоге (епрувете). 
Пре почетка рада на горњи крај држача езе поставља се омчаста метална еза од 4 mm или убодна метална еза, у зависно од врсте подлоге, која се пре употребе загрева до усијања. Такође пре почетка и после сваке употребе еза се обавезно стерилише на пламену лампе или горионика, како би се постигла асепса која има за циљ избегавање контаминације езе и њено укрштања са другим материјалом (бактеријама, вирусима, гљивицама итд).